# James Onobiono
James Onobiono, né en 1950 à Bokito dans le centre du Cameroun, est un homme d'affaires et industriel camerounais.

## Biographie

### Origines
James Onobiono est fils d’instituteur.
Formé en France aux mathématiques appliquées, il rentre en 1979 au Cameroun et enseigne à l’école polytechnique de Yaoundé.
Dans les années 1980, il est considéré comme le symbole de l’entrepreneur camerounais moderne. 

### Activités
James Onobiono a fait fortune au travers d’activités économiques diverses.

#### Industries
James Onobiono n’est pas parti de rien. C’est avec son mentor Théodore EBOBO, alors déjà un acteur économique majeur au Cameroun notamment dans le commerce du cacao, qui l’aide à lancé ses activités en le soutenant financièrement et stratégiquement dans ses projets. Toutes les activités majeures de James Onobiono ont été initiées sous la direction ou avec l’appui de Théodore EBOBO.
En partenariat avec EBOBO Théodore, il participe à la création de la Fabrication des Appareils Électroménagers (Faem) grâce à un tour de table financier impliquant également d'autres personnalités du Mbam, dont Gilbert Ntang et Philemon Bep à Don.
En 1983, James Onobiono et EBOBO Théodore investissent ensemble dans l’industrie du tabac. Ils prennent des parts dans la Société Industrielle des Tabacs du Cameroun (SITABAC) auprès de l’Allemand Reemtsma International. À son apogée au milieu des années 1980, leur holding pèse plus de 20 milliards de FCFA, contrôlant 64 % du marché de la cigarette au Cameroun.
Cependant, une guerre économique éclate lorsque James Onobiono cherche à s’accaparer davantage de parts dans la SITABAC par des moyens détournés. Non seulement il ne respecte pas les accords signés avec Reemtsma International et son mentor Mbamois EBOBO Théodore, mais il aurait également corrompu des instances judiciaires camerounaises pour obtenir des avantages injustes.
Ce conflit mène à la rupture de leur collaboration et à une série de démêlés judiciaires qui affaiblissent la SITABAC.

#### Finances
Durant ses années à la SITABAC, James Onobiono reprend, avec Théodore EBOBO, l’International Bank of Africa Cameroon (IBAC), la filiale camerounaise de Bank of America. Leur collaboration stratégique dans la banque était destinée à diversifier leurs activités et à renforcer leur influence dans le secteur financier camerounais. 
Le 15 décembre 2014, il crée Propero SA, une société d’investissement à capital social initial de 10 millions de francs CFA (environ 15 250 euros) et dont les dirigeants sont membres de la famille Onobiono, en plus de la Compagnie financière internationale (CFI). Il vise la prise de participations dans des entreprises existantes ou alors en création. 

#### Politique
James Onobiono est membre du comité central du RDPC, le parti du président Paul Biya,  et a des activités politiques telles président de la commission départementale du Nfoundi  au sein du parti au pouvoir qu'il a rejoint en 1985. Son épouse Marie Suzanne N'nolo est députée, de Bokito.